# Francisco Martínez de la Rosa
Francisco de Paula Martínez de la Rosa Berdejo Gómez y Arroyo (Granada, 10 de março de 1787—Madrid, 7 de fevereiro de 1862) foi um poeta, dramaturgo, diplomata e político espanhol.

## Biografia
Este catedrático de Filosofia Moral da Universidade de Granada (1808) somou-se às filas dos revolucionários liberais durante a Guerra da Independência (1808-14) e foi deputado nas Cortes de Cádis que aprovaram a Constituição de 1812. Portanto, foi encarcerado após o regresso de Fernando VII e o restabelecimento do absolutismo.
Recuperou a liberdade durante o Triênio Liberal (1820-23), no qual assumiu o liderado do ramo mais moderado dos liberais (os "dozeanistas") frente à maioria de "exaltados", e até mesmo encabeçou o governo como ministro de Estado em 1822.
O seu gabinete foi composto por José Maria Moscoso de Altamira Quiroga (Governo), Diego Clemencín (Ultramar), Nicolas María Garelly Battifora (Justiça), Felipe de Sierra Pampley (Fazenda), Luis Balanzat Briones (Guerra) e Jacinto de Romarate no Ministério da Marinha.
Após a Sublevação da Guarda Real em julho de 1822, apresentou a sua demissão, que foi aceite finalmente em agosto. Após a sua queda, a situação radicalizou-se. Por um lado, o governo era assumido pelo setor dos exaltados enquanto por outro Fernando VII via fracassar as suas tentativas de recuperar o poder absoluto e decidia recorrer à intervenção estrangeira, a que se tornaria efetiva com a intervenção do exército francês dos Cem Mil Filhos de São Luís, sob proteção da Santa Aliança, restabelecendo a monarquia absoluta na Espanha em outubro de 1823.
A conseguinte reação absolutista durante a Década Ominosa (1823-33), obrigou-o a exilar-se na França e acabou de conduzi-lo a uma postura ideológica eclética, inspirada no liberalismo doutrinário de Guizot: defenderia um liberalismo muito moderado que servira para uma transação com a monarquia e com os partidários do absolutismo. Foi essa postura centrista que levou a regente Maria Cristina a chamá-lo para formar governo em 1834-35.
Naquele período crucial, Martínez de la Rosa pôs em pé um regime de monarquia limitada com o primeiro Parlamento bicameral da história da Espanha, refletido no Estatuto Real (1834). Buscando o apoio da opinião liberal à causa de Isabel II contra as pretensões ao Trono de Dom Carlos Maria Isidro de Bourbon, decretou a amnistia para os liberais encarcerados durante o período absolutista; mas, sempre em posições centristas, tentou também humanizar a guerra declarada contra os carlistas.
A sua moderação foi ultrapassada de seguida pelas aspirações radicais das massas populares, que levaram para o governo líderes progressistas como Mendizábal e impuseram modelos constitucionais mais abertamente liberais (1836). No sucessivo, Martínez de la Rosa seria um dos inspiradores da formação do Partido Moderado, que presidiria longos períodos da vida política espanhola, representando a ala conservadora do liberalismo, sobre a qual descansou o reinado de Isabel II. Ele próprio foi deputado, embaixador em Paris e em Roma, presidente do Conselho de Estado, ministro de Estado (1844-46 e 1857-58) e presidente do Congresso (1851, 1857 e 1860).
Como escritor inscreveu-se na linha do romantismo; destacou-se sobretudo no terreno dramático (La conjuración de Venecia, 1834), embora também praticou a poesia e o ensaio (El espíritu del siglo, 1851). O seu prestígio intelectual levou-o a fazer parte das Reais Academias Espanhola (que presidiu de 1839 a 1862), da História, de Belas Artes e de Jurisprudência, bem como a ser presidente do Ateneu de Madrid.

## Obras

### Drama
- La viuda de Padilla (1812, Cádis)
- Lo que puede un empleo (1812, Cádiz) Comédia satírica.
- Morayama (1815)
- La niña en casa y la madre en la máscara (1815)
- Los celos infundados o el marido en la chimenea (1824)
- Edipo (1828)
- Aben Humeya (1836)
- La conjuración de Venecia. Año de 1310 (1830)
- La boda y el duelo 1839

### Romance histórico
- Hernán Pérez del Pulgar, el de las hazañas. Madrid, 1834.
- Isabel de Solís. (1837)

### Lírica
- Poesías. Madrid, 1833

### Ensaio
- Espíritu del siglo. (1835, 1836, 1838)
- Bosquejo histórico de la política de España en tiempos de la dinastía austriaca. Madrid 1856
- La moralidad como norma de las acciones humanas. Madrid, 1856